# W. H. Anderson
William Henry Anderson (* 21. April 1882 in London; † 12. April 1955 in Winnipeg) war ein kanadischer Sänger (Tenor), Komponist, Chorleiter und Gesangspädagoge englischer Herkunft.

## Leben
Anderson nahm zunächst in London privaten Gesangs- und Kompositionsunterricht und studierte dann an der Guildhall School of Music. Er trat dann als Tenorsolist an verschiedenen Londoner Kirchen, u. a. der St Stephen's Walbrook Church und der St Paul's Knightsbridge Church, einige Zeit auch an der St Paul's Cathedral auf. Daneben arbeitete er mit der Moody-Manners Opera ompany zusammen und war 1903 der Tenor in der Londoner Erstaufführung von André Messagers Véronique. Zeitweise benutzte er das Pseudonym Wallace Anderson.
Eine chronische Bronchitis zwang ihn, seine Laufbahn als Sänger aufzugeben, und 1910 übersiedelte er nach Winnipeg, wo er als Gesangslehrer, Chorleiter und Komponist bekannt wurde. Als Chordirigent leitete er die von ihm gegründete CNC Choral Society, verschiedene Kirchenchöre, darunter den St. Andrew's River Hights United Choir (1934–1954) sowie die Orania Singers, einen 1936 gegründeten Madrigalchor, aus dem 1942 The Choristers hervorgingen. Zu seinen zahlreichen Gesangsschülern zählten Herbert Belyea, Lorne Betts, Lloyd Blackman, Ronald Dodds, James Duncan, Reginald Hugo, Wallace Lewis, Morley Meredith, Maxine Miller, Gladys Whitehead und Phyllis Worth.
Der Komponist Anderson wurde vor allem als Liedkomponist bekannt. Von ihm stammen mehr als 150 Lieder und über 40 Choräle und Anthems nach Texten von Audrey Alexander Brown, R. H. Grenfell, Nan Emerson, Constance und Sheila Barbour, Noreen Moore und anderen. Als sein gelungenstes Chorwerk gilt die Motette Come, I Pray Thee. Balladen veröffentlichte er unter dem Pseudonym Hugh Garland und Arrangements europäischer Volkslieder unter dem Pseudonym Michael Bilencko. Neben der genannten Motette erschienen auch Lieder wie Hospitality und To Immortality, Sea Blue Gardens für drei Frauenstimmen und die Weihnachtslieder Ane Song for the Birth of Christ und Lullaby of the Little Angels auf Schallplatte.
Andersons Sohn ist der Radioproduzent und Kritiker Jeffrey Anderson, seine Tochter Evelyne Anderson ist Schauspielerin und Sängerin.